# Retablo de los santos Juanes
El Retablo de los santos Juanes es un retablo realizado por Bernat Martorell hacia 1435-1445. Actualmente se expone en el Museu Nacional d'Art de Catalunya.

## Descripción
El «Retablo de los santos Juanes» de Vinaixa fue contratado en el año 1432 al pintor tarraconense Ramon de Mur, pero acabó siendo pintado por Martorell. El MNAC custodia la mayor parte de las tablas de este retablo. La principal se conserva en el Museo Diocesano de Tarragona, un compartimento lateral se conserva en el Musée Rolin d'Autun (Francia) y otro permanece en paradero desconocido. Los dos santos Juanes protagonizan las escenas de las calles laterales del retablo y dos más de la predela, respectivamente. En el compartimento cimero se representa el Calvario. En la predela se ven antiguas agresiones, sobre todo ralladuras, hechas a los personajes que se consideraban negativos, como el verdugo (que le corta la cabeza a san Juan), Herodes y Herodías (coronados detrás de la mesa) o los judíos.